# Максимівка (Амурська область)
Максимівка (рос. Максимовка) — село у Октябрському районі Амурської області Російської Федерації. Розташоване на території українського історичного та етнічного краю Зелений Клин.
Входить до складу муніципального утворення Максимівська сільрада. Населення становить 332 особи (2018).

## Історія
З 20 жовтня 1932 року входить до складу новоутвореної Амурської області.
З 1 січня 2006 року органом місцевого самоврядування є Максимівська сільрада.

## Населення
| 2002 | 2010 | 2012 | 2013 | 2014 | 2015 | 2016 |
| ---- | ---- | ---- | ---- | ---- | ---- | ---- |
| 393  | ↘356 | ↗357 | ↗360 | ↘355 | ↘351 | ↗354 |
| 2017 | 2018 |      |      |      |      |      |
| ↘346 | ↘332 |      |      |      |      |      |